# David Foenkinos
David Foenkinos (París, 28 de octubre de 1974) es un escritor, dramaturgo, cineasta y músico francés que ha sido reconocido con algunos de los premios literarios más importantes de su país. Su obra ha sido publicada por las principales editoriales galas y está traducida a más de 40 idiomas.

## Biografía
A pesar de que la familia Foenkinos formaba parte de la clase popular francesa, viviendo incluso en apartamentos clasificados como vivienda social (HLM por las siglas en francés), David realizó diversos viajes al extranjero durante su infancia, gracias al trabajo de sus padres: su madre, quien era secretaria en la compañía aérea Air France, recibía boletos de avión como prestación laboral, mientras que su padre, empleado de una empresa que construía torres de control, era enviado a diferentes países del mundo donde la familia lo acompañaba.
A la edad de 16 años, debido a una problema de pleura que los médicos tardaron varios meses en identificar, David ingresó en el hospital en donde tuvo una experiencia cercana a la muerte, para finalmente ser operado del corazón. Fue durante los meses de convalecencia en el área de cuidados intensivos cuando tuvo su primer acercamiento real a la literatura, escapando a su realidad a través de la lectura de Lolita y de los libros de Milan Kundera, Henry Miller, Paul Auster y Philip Roth. Además de la lectura compulsiva durante aquellos meses, otro elemento que marcó su vida y posteriormente su trabajo fue el contacto con gente moribunda y de la tercera edad, lo que hizo de la muerte un elemento omnipresente en su obra. También en la adolescencia David comenzó a cultivar una pasión por el séptimo arte al asistir solo al cine, toda vez que su hermano mayor había partido a estudiar a París.
Estudió literatura en la Sorbona y al mismo tiempo música en una escuela de jazz, lo que le llevó a convertirse en profesor de guitarra. Por las noches trabajaba de camarero en un restaurante. Tras intentar en vano crear un grupo musical, decidió dedicarse a la escritura.
Tras un puñado de manuscritos infructuosos, encontró su estilo y publicó su primera novela, Inversion de l'idiotie : de l'influence de deux Polonais, que fue rechazada por todas las editoriales excepto Gallimard, que la publicó en 2002 y le concedió el Prix François-Mauriac. Sin embargo, Inversion de l'idiotie no fue un éxito en ventas, por lo que no se tradujo a más idiomas.
En 2009 publicó La delicadeza, su primer éxito de ventas y finalista del premio Goncourt, novela que adaptó él mismo para la pantalla grande. David dirigió el proyecto junto con su hermano, el cineasta Stéphane Foenkinos. La película conservó el mismo título que la novela y fue protagonizada por Audrey Tautou. Aunque sus libros se venden muy bien desde 2009, a la altura de autores como Marc Levy, Guillaume Musso y E.L. James, al principio se mantuvieron relativamente discretos. Le Potentiel érotique de ma femme, que ganó el Premio Roger-Nimier en 2004, marcó el primer punto álgido de su carrera, seguido de La Délicatesse en 2009,
En 2012 el periódico francés Le Figaro lo incluyó en la cuarta posición de su top diez de los escritores con mayor volumen de ventas del 2011.
En 2014 su libro Charlotte, biografía novelada de la artista alemana Charlotte Salomon, obtuvo los premios Renaudot y Goncourt de los estudiantes.

## Obra literaria, género y estilo
Discreta en sus inicios, a pesar de las numerosas críticas favorables y de la obtención del premio François-Mauriac, la carrera literaria de Foenkinos no despegó hasta 2004, año en el que publicó El potencial erótico de mi mujer y obtuvo el prestigioso premio Roger Nimier.
Sus dos grandes éxitos en ventas han sido La delicadeza y Charlotte. Sin embargo ha publicado varias novelas entre las que destacan: En caso de felicidad, Los recuerdos, ¿Quién se acuerda de David Foenkinos?, Estoy mucho mejor y Lennon, un libro biográfico dedicado a la figura del famoso cantante e integrante de Los Beatles. 

### La delicadeza
En 2009 publicó La delicadeza, el punto de inflexión en su carrera literaria. Fue un éxito de ventas y superó el millón de ejemplares vendidos. La obra fue aclamada por la crítica, en particular por Bernard Pivot, y fue merecedora de diez galardones y finalista de los premios literarios más prestigiosos en Francia, como el Goncourt, el Renaudot, el Médicis, el Femina o el Interallié, y que posteriormente fue llevada al cine por el propio autor y su hermano Stéphane.Ha sido traducida a más de 30 idiomas, con gran éxito en Alemania y España. 

### Charlotte
Publicada en 2014, tras 10 años de trabajo incesable, supuso su consagración como escritor al ser reconocida por varios premios como el premio Goncourt de los estudiantes, el premio Renaudot y el Globo de Cristal a la mejor novela ensayista del año.  Fue un éxito de ventas, con 450.000 ejemplares. Aunque fue considerada la novela favorita de los libreros de la temporada de otoño de 2014 (según la encuesta anual de Livre-Hebdo), la novela no fue unánimemente aclamada. L'Obs, por ejemplo, la considera un relato «desvergonzado» con «uno de los personajes más huecos de la novela francesa». Para Les Inrockuptibles, avergonzado por la «falsa simplicidad de la escritura», el autor quiso «comprarse un poco de credibilidad literaria». Por el contrario, François Busnel, de L'Express, consideró que «el resultado es formidable». En Lire, la novela fue calificada de «profundamente conmovedora».
El éxito de la novela ha sacado del cajón de los recuerdos a su protagonista, Charlotte Salomon, una artista alemana de origen judío. Foenkinos ha declarado el sentir admiración por la Salomon, además de afirmar que Charlotte le pertenece a ésta puesto que es la novela que siempre ha querido escribir. En mayo de 2015, el autor rindió homenaje a Charlotte, asesinada a los 26 años en Auschwitz, a pesar de estar embarazada, inaugurando dos placas conmemorativas en Villefranche-sur-Mer y en Saint-Jean-Cap-Ferrat, lugares en los que vivió la artista durante su exilio en Francia.

### Otros libros
Tras el éxito de Charlotte, Foenkinos escribió varias novelas que, si bien son una prolongación de su universo estético, exploran temas diversos, como los celos (en Deux sœurs), la falta de inspiración (en La Famille Martin), la sensación de fracaso (en Numéro deux) y las segundas oportunidades (en La vie heureuse).

## Obras

### Novelas
Sus obras han sido traducidas a más de 30 idiomas, pero en la siguiente lista solo aparecen aquellas traducidas al español y su primera novela:
- Inversion de l'idiotie: de l'influence de deux Polonais, Gallimard, 2002. Premio François-Mauriac1 .
- El potencial erótico de mi mujer, Kailas, 2005. Premio Roger-Nimier.
- En caso de felicidad, Kailas, 2007.
- ¿Quién se acuerda de David Foenkinos?, Kailas, 2008. Premio del jurado Jean Giono.
- La delicadeza, Seix Barral, 2011. Premio Dunes 2010, etc.
- Lennon, Alfaguara, 2014.
- Los recuerdos, Seix Barral, 2012.
- Estoy mucho mejor, Seix Barral, 2013.
- Charlotte, Alfaguara, 2015. Premio Renaudot, Premio Goncourt des lycéens, Globo de Cristal a la mejor novela ensayista.
- La biblioteca de los libros rechazados, Alfaguara, 2017.
- Hacia la belleza, Alfaguara, 2019.
- Dos hermanas, Alfaguara, 2020.
- La familia Martin, Alfaguara, 2021.
- Número dos, Alfaguara, 2022.
- La vida feliz, Alfaguara, 2024.

### Relatos cortos
David Foenkinos participa habitualmente en la escritura colectiva de relatos y cuentos cortos con la casa editora francesa Gallimard.  Estas obras no han sido traducidas al castellano.
- Bonnes vacances, recueil de nouvelles, Scripto, Gallimard Jeunesse, 2003 (ISBN 2070559920)
- Vu de la Lune, recueil de nouvelles, Gallimard, 2005 (ISBN 2070776549)
- Des nouvelles de La Fontaine, recueil de nouvelles, Gallimard, 2007 (ISBN 9782070782970)
- Ici et là, ou bien ailleurs, Gallimard, 2014 (ISBN 9782070143634)

## Filmografía

### Correalización
- 2005: Une histoire de pieds. Produjo su primer cortometraje junto con su hermano, Stéphane Foenkinos. Con Pascale Arbillot, Lionel Abelanski, Thibault de Montalembert, Sylvie Joly, Marco Prince y Stéphanie Murat. Banda sonora compuesta por Marco Prince.
- 2011: La delicadeza. Adaptación de su novela La delicadeza. Con Audrey Tautou y François Damiens. Codirigida junto a su hermano Stéphane Foenkinos. Banda sonora de Émilie Simon. La película fue nominada al César a la mejor adaptación y al César a la mejor ópera prima.
- 2014: Los recuerdos. Junto con Jean-Paul Rouve trabajó en la adaptación de su novela Los recuerdos.
- 2017: Algo celosa. Coescrita y codirigida junto a su hermano Stéphane Foenkinos.
- 2018: Lola y sus hermanos. De nuevo coescribió el guion junto con Jean-Paul Rouve, que también dirige la película.
- 2019: La biblioteca de los libros rechazados. Dirigida por Rémi Bezançon. Guion coescrito por David Foenkinos junto a Rémi Bezançon y Vanessa Portal.
- 2021: Las fantasías. Coescrita y codirigida junto a su hermano Stéphane Foenkinos.

## Premios
El autor ha recibido numerosos premios franceses e internacionales.

#### Literatura
2002      Inversion de l'idiotie : de l'influence de deux Polonais
- Premio François-Mauriac[26]

2003      Entre les oreilles
- Beca «Talent Writer» de la Fundación Jean-Luc Lagardère
- Premio Jean-Claude Brialy «Esprit Bacchus» de la ciudad de Saumur

2004      Le Potentiel érotique de ma femme
- Premio Roger-Nimier

2007      Qui se souvient de David Foenkinos?
- Premio Jean Giono del Jurado

2010      La Délicatesse
- Premio del Séptimo arte.
- Premio Dunes.
- Premio An Avel.
- Premio de los lectores del periódico Télégramme.
- Premio Conversation.

2011      Lennon
- Premio de los lectores Ciudad de Deauville

2014      Charlotte
- Premio de la Lista Goncourt: lista polaca e Italiana.
- Premio Renaudot.
- Premio Goncourt des lycéens.[27]
- Globo de cristal a la mejor novela ensayística del año.

#### Cine
2012           La Délicatesse
- Nominación al César 2012: César a la mejor adaptación
- Nominación al César 2012: César a la mejor ópera prima

#### Actor
2014             Silex y la ciudad, serie de animación de Jul. David Foenkinos aparece en el papel de un lémur en el episodio «Abilix le Gaulois».
2017             Monsieur et Madame Adelman, de Nicolas Bedos: el columnista literario.